# 国家统计研究所 (葡萄牙)

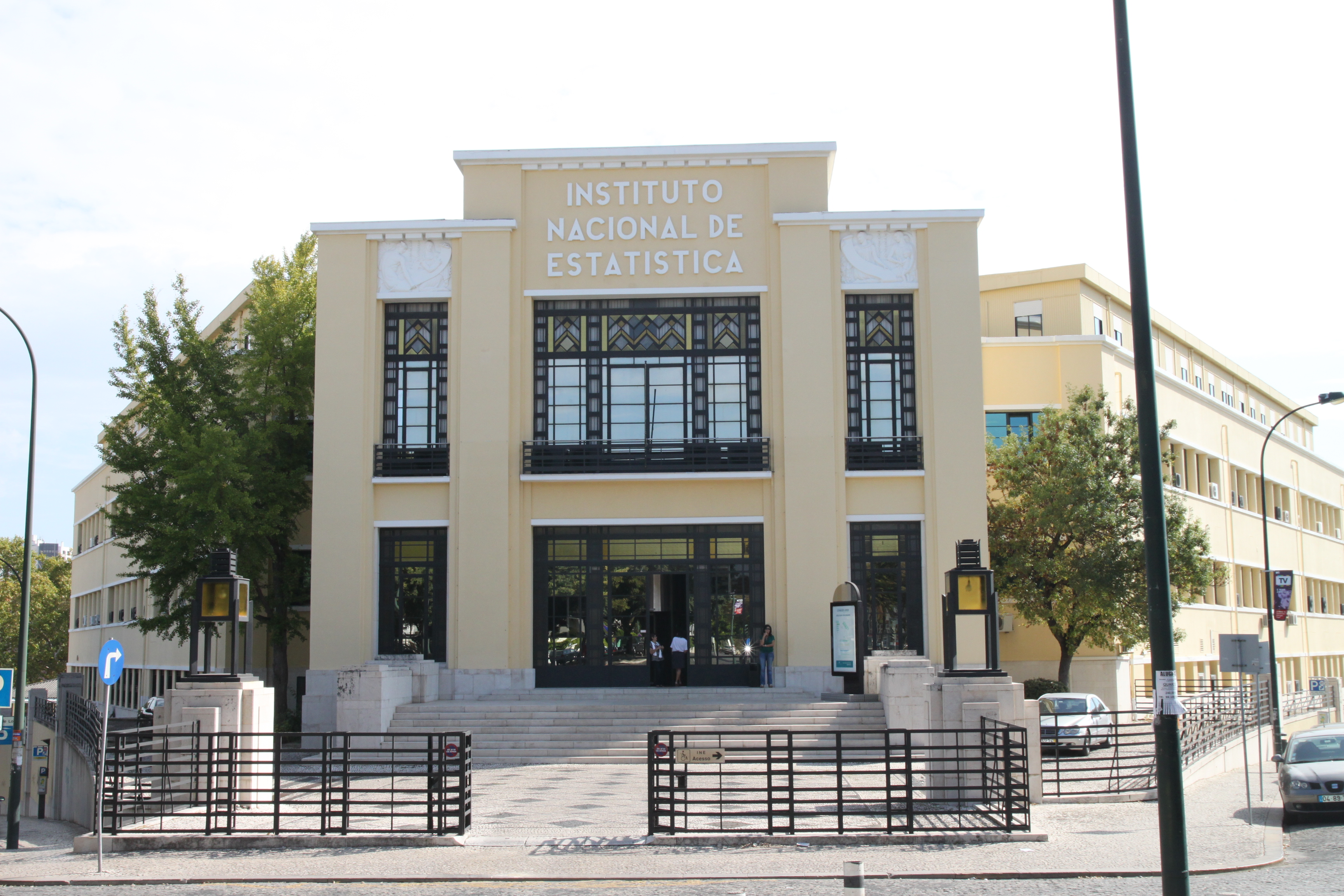
国家统计研究所在里斯本的大楼

国家统计研究所（葡萄牙語：Instituto Nacional de Estatística，简称INE）是葡萄牙的统计机构，位于里斯本。该机构于1935年由统计总局（Direção-Geral de Estatística）改建而成。